# Чемпионат СССР по современному пятиборью 1947
Чемпионат СССР по современному пятиборью 1947 года проводился в рамках Всесоюзных соревнований по конному спорту в Москве с 20 по 24 августа.
Инициаторами проведения чемпионата были зачинатели пятиборья в Советском Союзе Алексей Варакин и первый чемпион г. Москвы Олег Логофет. Помощь в проведении соревнований и полную поддержку оказал Московский комитет по физической культуре и спорту, а также конно-спортивные школы ДСО «Пищевик» и спортивного клуба Московского военного округу.
К участию в соревнованиях было допущено 14 человек. Из них 7 спортсменов были конниками из армейской конно-спортивной школы г. Москвы, другие представляли военные округа из других республик. Все они были неплохими конниками, но в фехтовании большинство из них — новички. В плавании и беге подготовка спортсменов оценивалась на уровне норм ГТО.
Исходя из таких предварительных оценок большинство специалистов и тренеров считали, что основная борьба за первое место развернется между А. Варакиным и О. Логофетом.

## Верховая езда
20 августа 1947 г. Конно-спортивная база (КСБ) «Планерная» МГС ДСО «Спартак».  Московская область,  Химки.
Накануне старта спортсменов познакомили с маршрутом конной скачки, подготовленной в районе профсоюзной конно-спортивной базы «Планерная» у подмосковной станции Планерная (Октябрьская железная дорога). Пятикилометровая трасса начиналась с подъёма от речки Сходня и далее проходила по возвышенным, поросшим лесом местам. На трассе были небольшие спуски и подъёмы, встречались ручьи и участки дорог, мощенные булыжными камнями. Всего было 6 препятствий (завалы из бревен и сучьев, канавы, земляные валы с ветками). Препятствия были установлены так, что объехать их без незначительного отклонения от маршрута было нельзя. Так же за 50 метров до финиша надо было пересечь речку глубиной 1.5 метра.
Жеребьевки лошадей, положенной по правилам соревнований по современному пятиборью, не было. Все спортсмены выступали на своих лошадях. Специальной разминочной площадки не было, участники разминали лошадей произвольной ездой на поляне недалеко от старта. Спортсмены стартовали через каждые 5 минут.
Все спортсмены показали хорошую конную подготовку. Из претендентов на награды Олег Логофет пришёл к финишу одним из последних, как оказалось его лошадь по кличке Принцесса была плохо подготовлена к кроссу, так как до этого она выступала только в конкурных соревнованиях. Варакин занял 4 место, несмотря на падение за несколько десятков метров до финиша.

## Фехтование
21 августа 1947 г.
Соревнования по фехтованию на шпагах проводились в Институте физической культуры и спорта (ул. Козакова). Спортсмены фехтовали на простых (не электрифицированных) шпагах. Судьи сами оценивали, возникающие во время 3-х минутных боев ситуации, и правильно присуждали уколы в том числе и обоюдные.
Примерно до середины турнира Варакин и Логофет шли без поражений, и поэтому их бой стал центральным. На последних секундах боя победный укол нанес Логофет, проведя контратаку переводом на атаку с захватом.
Результаты. Личное первенство.
| Место | Спортсмен                             |
| ----- | ------------------------------------- |
| 1.    | О. Логофет · Москва · Советская Армия |
| 2.    | А. Варакин · Москва · Советская Армия |

## Стрельба
22 августа 1947 г. Стрельбище «Динамо» г. Мытищи  Московская область.
Все спортсмены были военнослужащими и умели обращаться с оружием, поэтому соревнования прошли без осложнений и происшествий. Участники стреляли из малокалиберного пистолета по появляющейся на 3 секунды мишени (силуэт), всего надо было сделать 20 выстрелов (4 серии по 5).
Результаты. Личное первенство.
| Место | Спортсмен                             |
| ----- | ------------------------------------- |
| 1.    | О. Логофет · Москва · Советская Армия |
| 2.    | А. Варакин · Москва · Советская Армия |

## Плавание
23 августа 1947 года.
Плавание проводилось в 50-метровом бассейне. Дистанция 300 м вольным стилем.
В последнем заплыве старт принимали лидеры соревнований. В итоге Алексей Варакин финишировал первым, опередив на 8 метров Олега Логофета.
Результаты. Личное первенство.
| Место | Спортсмен                             | Время  |
| ----- | ------------------------------------- | ------ |
| 1.    | А. Варакин · Москва · Советская Армия | 5.25,0 |
| 2.    | О. Логофет · Москва · Советская Армия | 5.36,0 |

## Бег
24 августа 1947 года.
Последний вид пятиборья 4 км кросс проводился не на местности, а на ипподроме. Бежали по внутренней кромке конного круга, где тропа была не такая мягкая, как в центре круга. Старты, как положено в пятиборье, давались через минуту. Лидер соревнований Варакин стартовал одним из последних. Почти все участники первую половину бежали тяжело, а к финишу совсем выдыхались. Алексей решил на первых километрах особо не выкладываться, войти в нужный ритм и по возможности сохранить его до конца дистанции. Но уже после первого километра ему пришлось почувствовать всю тяжесть бега по мягкому грунту. На финише обогнав трех стартовавших перед ним и совсем обессилевших пятиборцев Варакин закончил этот трудный бег. Его результат 14 мин. 59 сек. — оказался лучшим.
Результаты. Личное первенство.
| Место | Спортсмен                             | Время   |
| ----- | ------------------------------------- | ------- |
| 1.    | А. Варакин · Москва · Советская Армия | 14.59,0 |

## Итоговые результаты
После окончания соревнований по бегу судьи подсчитали суммы мест, которые спортсмены заняли в каждом из пяти видов.
В итоге звание первого чемпиона СССР по современному пятиборью завоевал армеец Алексей Варакин, второе место у Олега Логофета. В борьбе за третье место В.Куйбышев и А.Сафронов набрали одинаковую сумму мест, в итоге по решению судей третье место было присуждено В. Куйбышеву. На другой день в Спорткомитете СССР призёрам были вручены соответствующие дипломы, медалей для пятиборцев тогда ещё не было.
Только через два месяца специальные наградные медали с пятиборной символикой были вручены победителю и призёрам чемпионата, а Алексей Варакин и Олег Логофет стали первыми Мастерами спорта СССР по современному пятиборью.
| Дисциплина        | Золото                                     | Серебро                                 | Бронза                                       |
| Личное первенство | Алексей Варакин · Москва · Советская Армия | Олег Логофет · Москва · Советская Армия | Валериан Куйбышев · Москва · Советская Армия |